# الملحمة الأخيرة (مسلسل)
الملحمة الأخيرة (بالتركية: son destan)‏ مسلسل تركي ، إنتاج 2017

## القصة
يحكي المسلسل قصة كفاح التي تخبرنا عن لاجئ يدافع عن الحق في عدم فقدان قيم الإنسان التي تجمعنا مع بعضها البعض. ويصور المسلسل كفاح هذا الرجل وانقياده المساعدة كل الأشخاص مهما كانت خلفيتهم الدينية أو العرقية أو السياسية دون التفريق بين أحد . وإعلاء القيم الإنسانية وحيائها

## أبطال الدراما
- بولنت إينال في دور Destan - ديستان
- سيديف إيفيتشي في دور Nergis - نرجس
- سلجوق يونتام في دور Yavuz - يافوز
- ايكن التركمان في دور Selvi - سلفي
- فاتح أرتمان في دور Halid - خالد
- إسيم كالك في دور Şahsine - شاهسيني
- أويكو كاراييل في دور İpe -

1. ↑  Habertürk. "Son Destan Dizisi Konusu, Oyuncuları ve Yönetmeni - Son Destan Dizi Fragmanı İzle". Habertürk (بالتركية). Archived from the original on 2024-01-15. Retrieved 2024-01-14.